# Тшциньско-Здруй (гмина)
Тшциньско-Здруй (пол. Trzcińsko-Zdrój) — гмина (волость) в Польше, входит как административная единица в Грыфинский повет, Западно-Поморское воеводство. Население — 5698 человек (на 2005 год).